# Бузек, Людгарда
Людгарда Мария Бузек (в девичестве — Чапла) (пол. Ludgarda Buzek; 11 мая  1935, Люблинец) — польский учёный-химик, кандидат наук (PhD). Супруга бывшего премьер-министра Польши и председателя Европейского парламента Ежи Бузека.

## Биография
Окончила химический факультет Силезского технологического университета в Гливице. Работала профессором, проректором и ректором частной Академии Полония в Ченстохове, в Институте химической инженерии Польской академии наук.
С 2002 года занимала должность советника силезского совета. Активно занималась общественной деятельностью. Член Гражданской платформы.
Во втором браке замужем за премьер-министром Польши и председателем Европейского парламента Ежи Бузеком. Имеют дочь актрису Агату.
В 2002 году награждена Благородным орденом заслуг pro Merito Melitensi Суверенного военного Мальтийского ордена. В 2004 году награждена офицерским крестом ордена «За заслуги перед Федеративной Республикой Германия».